# Wilton Paes de Almeida
Wilton Paes de Almeida — высотное здание в городе Сан-Паулу, Бразилия, памятник архитектуры; с 1980 по 2003 год — управление федеральной полиции Сан-Паулу. В 2018 году здание обрушилось в результате пожара.
Двадцатичетырёхэтажное здание в районе Ларго-де-Паисанду по адресу Руа Антонио де Годои, дом 22 — рядом с Евангелической лютеранской церковью Сан-Паулу — было построено по проекту архитектора Роджера Змехола в стиле модернизма. Wilton Paes de Almeida стало одним из первых в Сан-Паулу зданий из бетона на металлическом каркасе с полностью застеклённым фасадом. Общая площадь помещений составляла 12 тысяч квадратных метров. Украшением здания была величественная винтовая лестница, ведущая с первого на второй этаж.
Здание Wilton Paes de Almeida было построено с 1961 по 1968 год фирмой Morse & Bierrenbach как офисный центр и первоначально принадлежало Себастьяну Паес-де-Алмейда, руководителю Национального банка Бразилии и министру финансов в правительстве Кубичека. Он назвал здание в честь своего старшего брата Уилтона. После его смерти в 1975 году здание отошло федеральному правительству Бразилии, с 1980 по 2003 год в нём располагалось управление федеральной полиции Сан-Паулу, а на первом этаже — Национальный институт социального обеспечения. После того, как федеральная полиция переехала в другое место, здание пустовало и было заброшено. Его постепенно заселили бомжи. В 2015 году федеральное правительство выставило Wilton Paes de Almeida на продажу за 20 миллионов долларов США, однако покупателя не нашлось.
1 мая 2018 года в 01:30 ночи в одной из комнат пятого этажа, заселённой четырьмя нелегальными жильцами, произошло короткое замыкание в электрическом удлинителе, в который одновременно были включены холодильник, микроволновая печь и телевизор. Вспыхнувший пожар распространился по нижним этажам здания. Быстрому распространению огня способствовало большое количество деревянных конструкций, сооружённых бомжами в помещениях. Три пустых лифтовых шахты создали хорошую тягу, что позволило пожару распространиться и на верхние этажи. Вскоре всё здание было объято пламенем, огонь перекинулся и на соседние дома, которые пожарным удалось отстоять.

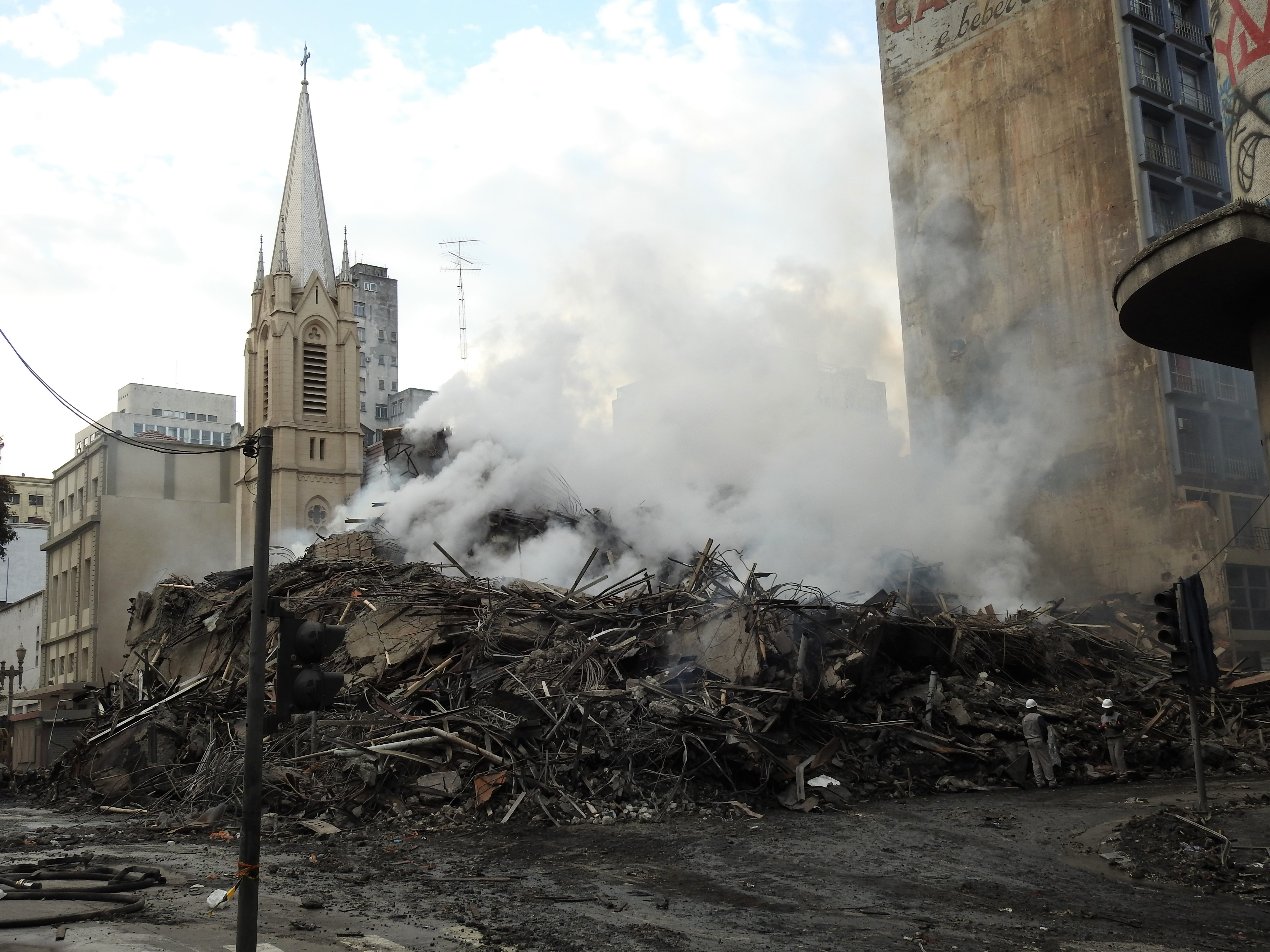
Дымящиеся развалины здания 2 мая 2018 года

Через полтора часа после начала пожара здание Wilton Paes de Almeida рухнуло, разрушив обломками также неф Евангелической лютеранской церкви. Высота горы обломков достигала 15 метров. 12 мая 2018 года, когда пожарные закончили разбор завалов, было сообщено о четверых погибших, в том числе двух десятилетних мальчиках-близнецах и мужчине, упавшем с высоты во время пожара. Четыре человека объявлены пропавшими без вести.